# Central Visayas
Die Central Visayas (Cebuano: Tunga-tungang Kabisay-an; Tagalog: Gitnang Kabisayaan or Gitnang Visayas) ist eine Verwaltungsregion im Zentrum der Philippinen. Diese wird als Region VII bezeichnet. Ihr Verwaltungszentrum ist Cebu City, in der Metropolregion Metro Cebu.

## Geographie
Die Central Visayas umfassen die Inseln Cebu, Bohol, Siquijor und den südöstlichen Teil der Insel Negros. Zusammen haben diese eine Landfläche von 15.886 km². Die Region hat eine Landgrenze auf der Insel Negros. Im Süden wird die Region begrenzt von der Mindanaosee, im Osten von der Camotes-See, im Norden von der Visayas-See, im Westen von der Tanon-Straße. Die wichtigste Meeresstraße ist die Straße von Cebu. Die Region umfasst etwa 100 Inseln und hat eine Küstenlänge von ca. 2.029,1 km. Den Küsten der Central Visayas sind zahlreiche Korallenriffe vorgelagert wie das Danajon-Riffsystem, dem größten in den Philippinen. Der größte Binnensee der Region ist der Danao-See, dieser liegt auf den Camotes-Inseln.

## Gliederung
Die Region setzt sich aus folgenden vier Provinzen zusammen:
- Cebu, Hauptstadt: Cebu City
- Bohol, Hauptstadt: Tagbilaran City
- Negros Oriental, Hauptstadt: Dumaguete City
- Siquijor, Hauptstadt: Siquijor

In den Central Visayas liegen insgesamt drei hoch urbanisierte Städte, 13 Component Citys, 116 Gemeinden in kommunaler Selbstverwaltung und 3003 Barangays.

## Geschichte
Die Verwaltungsregion der Central Visayas wurde am 24. September 1972 durch Inkrafttreten des präsidialen Dekretes Nummer 1, s. 1972, durch den damaligen Präsidenten Ferdinand Marcos gegründet, die eine allgemeine Neuorganisation der Verwaltungsstruktur der Philippinen vorsah. Am 29. Mai 2015 wurde aus der Verwaltungsregion die Provinz Negros Oriental herausgelöst, durch die Durchführungsverordnung Nr. 183, des Präsidenten Benigno Aquino III., um die Verwaltungsregion Negros Island Region zu erschaffen. Am 7. August 2017 wurde die Erschaffung der Verwaltungsregion Negros Island durch den neuen Präsidenten Rodrigo Duterte, mit der Durchführungsverordnung Nr. 38, widerrufen und die Provinz Negros Oriental kehrte in die Verwaltungsregion der Central Visayas zurück.

## Bevölkerung
Die Bevölkerung der Central Visayas setzt sich aus einer Vielzahl von kleineren Völkern zusammen. Die Hauptverkehrssprachen in der Region sind Cebuano und Englisch. Die größte Bevölkerungsdichte wird in Cebu City, Lapu-Lapu City, Mandaue City und Toledo City erreicht. Das durchschnittliche monatliche Einkommen ist mit 10.485 Peso in der Provinz Cebu am höchsten.

## Nationalparks
- Central-Cebu-Nationalpark
- Guadalupe-Mabugnao-Mainit-Hot-Spring-Nationalpark
- Sudlon-Nationalpark
- Rajah Sikatuna Protected Landscape

## National Monuments
- Chocolate Hills

## Bedeutende Gebäude
- Die Kirche Patrocinio de Maria, die Kirche San Pedro Apostol und die Kirche San Isidro Labrador stehen auf der Vorschlagsliste der Philippinen, unter dem Titel Barock-Kirchen auf den Philippinen, zur Aufnahme in die Welterbeliste der UNESCO.
- Der Dauis-Wachturm und die Fuerza Punta Cruz stehen ebenso auf der Vorschlagsliste zur Aufnahme in der UNESCO-Welterbeliste unter dem Titel Spanische Festungen auf den Philippinen
- Fuerza de San Pedro in Cebu City
- Daoistischer Tempel in Cebu City

## Bildungseinrichtungen
- University of the Visayas